# Witoszyn Górny (przystanek kolejowy)
Witoszyn Górny – zlikwidowany przystanek kolejowy w Witoszynie Górnym na linii kolejowej nr 380 Jankowa Żagańska – Lodenau, w powiecie żagańskim, w województwie lubuskim, w Polsce.